# Навойка
Навойка (вимовляється: [naˈvɔi̯ka] ; 14 століття — 15 століття) — легендарна середньовічна польська жінка, яка стала першою студенткою та викладачкою у Польщі. Вона одягалася хлопчиком, щоб навчатись у Краківському університеті в 15 столітті, а згодом стала черницею

## Легенди
Вперше історію про неї розповів абат Мартін з Лейбіца (помер 1464 р.) У Відні приблизно в 1429 р. Існує кілька різних версій легенди.
За однією з версій, вона була дочкою вчителя в церковній школі в Гнєзно, яку навчав її батько, який вирішив продовжити навчанняю. За іншою версією, вона була дівчиною, яка успадкувала стан, залишившись сиротою. Одягнена хлопчиком, вона вступила до Краківського університету на ім'я Анджей (або Якуб; повідомляється про дві версії імені, яке вона використовувала). У той час жінкам було заборонено відвідувати університети.

## Викриття
Навойка успішно обдурила всіх і навчалася два роки, прославивши себе серйозним студентом. Їй запропонували роботу домашнім помічником одного з професорів, але вона відмовилася: на той час слуги повинні були супроводжувати своїх господарів до громадської лазні.
Одного разу її викрили як жінку. Версії тут знову розходяться: за словами одного, двоє солдатів зробили ставку на те, що студент, що проходив мимо насправді жінка, і викрили її; згідно з другою, її знайшов син Войта з Гнєзно, який приєднався до школи; згідно третього, вона захворіла, і лікар, який її оглядав, дізнався правду.
Коли її привели до влади, щоб пояснити, чому вона маскувала свою стать, вона просто відповіла: «Для навчання». Коли вони допитували її однокурсників та викладачів, вони не могли знайти нікого, хто звинуватив би її в аморальній поведінці. Її репутація студентки була чудовою. Її не засудили за жоден злочин, але судді не хотіли виправдати її повністю. За словами Мартіна з Лейбіца, вона попросила, щоб її повезли до монастиря. Вона прийняла там свої обіти, стала вчителем і керівником монастирської школи, а зрештою ігуменею .
Деякі історики кажуть, що якщо це правда, то її час в університеті становив близько 1407—1409 років.

## Спадщина
Ягеллонський університет дозволив жінкам вчитися лише в 1897 р. і обіймати академічні посади до 1906 р. Першим жіночим гуртожитком університету, відкритим у 1936 році, було присвоєно ім'я Навойки. Її іменем названа і одна з вулиць у Кракові.